# 3109 Machin
3109 Machin eller 1974 DC är en asteroid i huvudbältet, som upptäcktes 19 februari 1974 av den tjeckiske astronomen Luboš Kohoutek vid Bergedorf-observatoriet. Den har fått sitt namn efter Arnold Machin.
Asteroiden har en diameter på ungefär 23 kilometer.